# Geranium kilimandscharicum
Geranium kilimandscharicum är en näveväxtart som beskrevs av Adolf Engler. Geranium kilimandscharicum ingår i släktet nävor, och familjen näveväxter. Inga underarter finns listade i Catalogue of Life.